# Riserva naturale Lago di Lesina
La riserva naturale Lago di Lesina un'area naturale protetta situata nella parte orientale del lago di Lesina, in provincia di Foggia ed è stata istituita nel 1981.
La riserva occupa una superficie di 930 ettari ed è stata istituita come area di ripopolamento animale. Nell'area è presente il Centro visite del Parco Nazionale del Gargano "Laguna di Lesina", gestito dalla Lipu.

Lago di Lesina con fenicotteri